# 泰山 (電台DJ)
泰山（英語：Patrick Chen，1974年10月26日—），本名曾匡民，香港商業電台叱咤903節目主持。現時於叱咤903與朱薰主持《兒童適宜》。
他有牙買加血統，其姑姐是前商台主持曾路得。他亦曾修讀法國 Disciples Escoffier 文憑課程，成為一名大廚，並以精湛手藝遊走各大媒體，兼擅法國菜及親子料理。

## 生平
泰山幼稚園就讀於基督堂幼稚園，小學就讀拔萃小學，中學就讀於拔萃男書院，同屆同學包括資深大律師文本立、醫生歐陽英傑、人民力量前主席劉嘉鴻、電視新聞記者呂秉權及文史學者陳煒舜。1995年於加拿大多倫多大學修讀東亞研究。大學時代參加BMG創作歌唱大賽，獲得冠軍。1999年大學畢業後全職於加拿大中文電台任DJ。
2000年，泰山回流香港，在姑姐曾路得引薦下加入香港商業電台，跟隨蘇施黃主持電台及電視飲食節目。並在廣播劇《十八樓C座》中，飾演一位外國回流返香港的香蕉人，觀點西化。另外，商台的廣告不少都由他聲演。
2010年5月，泰山主持民建聯贊助的深宵節目《十八仝人愛落區》，其有關於商台前主持林彬的言論曾引起網民抨擊。
2011年1月28日離開香港商業電台，同年4月1日轉任香港世界宣明會公共傳訊及推廣主任。
2017年1月8日，泰山重返商台，與朱薰主持叱吒903周日節目《兒童適宜》。
2025年7月23日，泰山在 Youtube Channel 發布一段題為《2025年給我人生一個巨大挑戰 （页面存档备份，存于）》的新片，公開自己在今年初確診患上前列腺癌第四期，身體現在康復中。

## 家庭
泰山的父親曾省吾爲商人,其母親雷嘉欣則為中學老師。小時居住於何文田。
2007年10月，他與雷麗雯結婚，於香港四季酒店設宴。其妻爲中法混血兒，畢業於瑪利諾修院學校，原從事廣告業，婚後辭職；其家族從事建築生意。

## 現主持節目

### 電台節目
- 商業二台叱咤903節目
  - 《兒童適宜 （页面存档备份，存于）》（逢星期日下午3時至5時)
  - 《在晴朗的一天出發》（星期一至五早上8時至10時）（客串）

### 電視節目
- ViuTV
  - 《準時開飯 （页面存档备份，存于）》
- 香港電台電視部
  - 《自在8點半 （页面存档备份，存于）》其中一位主持

## 廣告
- 2023年：香港Deliveroo（與黃秋生、林海峰、盧慧敏、許恩怡、林熙彤合作）[4]
- 2023年：加拿大維珍移動[5]

## 曾主持節目

### 電台節目
- 商業一台雷霆881節目 
  - 《OT任務王》（逢星期六晚上11時半至凌晨1時）
  - 《雷霆精選881》 （逢星期二至六零晨2時半至3時）
  - 《埋周日》（逢星期日早上11時至中午12時）
  - 《超英趕美》
  - 《埋周日》
  - 《十八仝人愛落區》
  - 《雷霆音樂派》（星期六及星期日下午3時半至6時，逢賽馬日暫停）
  - 《擒七打8》（星期日下午7時至8時半）
- 商業二台叱吒903節目
  - 《在晴朗的一天出發》（星期一至五早上7時至10時)
- DBC數碼一台旗艦台
  - 《即場引爆》星期一至五下午三點至五點
- DBC 數碼一台
  - 《我哋唔政經》（星期一至星期五晚上11時至凌晨1時）

### 電視節目
- 香港電台電視部
  - 《反斗英語2011》[做得又玩得] (Work Hard Play Hard)和[敲地托] (How They Talk) 環節。
- 電視廣播有限公司
  - 與蘇施黃一同主持飲食烹飪節目《蘇GOOD》。
- 有線娛樂台
  - 與蘇施黃一同主持飲食節目《一粒鐘真人蘇》。
- ViuTV
  - 《甜爺爺》
  - 《今餐有料到》
  - 《小食上大檯》

### 電視劇
- ViuTV
  - 《VR驅魔人》。
  - 《無用的謊言》。

## 外部連結
- 泰山於881903.com的個人介紹 （页面存档备份，存于）